# Langøyene
Langøyene er en ø på 0,3 km² i Bunnefjorden inderst i Oslofjorden, som tilhører Nesodden kommune i Akershus fylke i Norge, men lejes og drives af Oslo kommune. Langøyene er et populært fritidsområde og badested, også for naturister. Det er tilladt at overnatte i telt på øernes nordlige del, som nås med færge fra Aker Brygge i Oslo om sommeren.
Langøyene var oprindeligt to øer med et langstrakt sund imellem. Norges første cementfabrik lå på Nordre Langøy fra 1837 til 1938. Råstoffet var kalksten fra Malmøya.
Den store græsslette, vi finder midt på Langøyene i dag, er hovedstadens gamle losseplads. Omkring år 1900 havde storbyen Oslo, dengang Kristiania, behov for ny losseplads, og købte i 1902 de to øer med henblik på at bruge sundet mellem øerne til dette. Gamle skibsvrag blev sænket i begge ender af sundet for at dæmme op mellem øerne, og fra 1904 til 1948 blev Oslos affald deponeret her. I 1908 tog man pladsen fuldt i brug: Lastepramme med bundluger til at åbne, sejlede i pendulfart fra byen med op til 70 tons affald ombord. På øerne arbejdede 30 mand med trillebør og spade for at sprede affaldet. 
I 1922 anlagde man en stor kranbane på hver side af sundet, med wire og stor grab mellem. Den kunne losse og sprede tre tons af gangen. Dagens snorlige gangsti fra færgekajen til stranden ligger på en af kranbanerne. Det var oprindelig meningen at nedlægge lossepladsen i 1940, men på grund af besættelsen under anden verdenskrig blev driften først afviklet, og fyldet først tildækket, nogle år efter krigen. I dag er det fortsat muligt at finde rester af gamle tiders skrald på stranden på øens østlige del.
I juni 1946 bevilgede Oslo en halv million kroner til ti nye lastbiler til at køre byens affald til Fornebu og Stubberud. Mange tusinde beboere i bydelene Bekkelaget og Nordstrand kunne endelig trække et lettelsens suk, efter i 35 år at have fået sommerdagene forpestet af sur stank, røg og myriader af fluer fra Langøyenes losseplads.